# Kalapatti
Kalapatti là một thị xã panchayat của quận Coimbatore thuộc bang Tamil Nadu, Ấn Độ.

## Nhân khẩu
Theo điều tra dân số năm 2001 của Ấn Độ, Kalapatti có dân số 22.089 người. Phái nam chiếm 52% tổng số dân và phái nữ chiếm 48%. Kalapatti có tỷ lệ 72% biết đọc biết viết, cao hơn tỷ lệ trung bình toàn quốc là 59,5%: tỷ lệ cho phái nam là 78%, và tỷ lệ cho phái nữ là 65%. Tại Kalapatti, 9% dân số nhỏ hơn 6 tuổi.